# Blang Panjou
Blang Panjou is een bestuurslaag in het regentschap Aceh Timur van de provincie Atjeh, Indonesië. Blang Panjou telt 198 inwoners (volkstelling 2010).